# Tetraodon schoutedeni
Tetraodon schoutedeni és una espècie de peix de la família dels tetraodòntids i de l'ordre dels tetraodontiformes.

## Morfologia
- Els mascles poden assolir 9 cm de longitud total.[1][2]

## Reproducció
Els ous són dipositats damunt fulles i protegits pel mascle.

## Alimentació
Menja organismes bentònics, com ara caragols i cucs.

## Hàbitat
És un peix d'aigua dolça, de clima tropical (22 °C-26 °C) i demersal.

## Distribució geogràfica
Es troba a Àfrica: conca del riu Congo.

## Observacions
És inofensiu per als humans.